# Dezful (Verwaltungsbezirk)
Dezful (persisch شهرستان دزفول) ist ein Schahrestan in der Provinz Chuzestan im Iran. Er enthält die Stadt Dezful, welche die Hauptstadt des Verwaltungsbezirks ist.

## Demografie
Bei der Volkszählung 2016 betrug die Einwohnerzahl des Schahrestan 443.971. Die Alphabetisierung lag bei 87 Prozent der Bevölkerung. Knapp 73 Prozent der Bevölkerung lebten in urbanen Regionen.
| Zensusjahr | Einwohnerzahl |
| ---------- | ------------- |
| 2011       | 423.552       |
| 2016       | 443.971       |